# Ferdinand Herbst
Ferdinand Herbst (* 20. Februar 1890 in Ansbach; † 22. August 1950 in Bad Nauheim) war ein deutscher evangelischer Theologe.
Herbst studierte in Bielefeld, Erlangen, Halle und München. Während des Ersten Weltkriegs wurde er verwundet und später arbeitete er als Militärpfarrer in Berlin. Im Jahre 1917 ging er in die Niederlande und baute dort unter anderen die deutsche Gemeinde von Den Haag und Antwerpen auf. Seit 1936 arbeitete er bei dem Gustav-Adolf-Werk in Leipzig und wurde 1939 dessen Generalsekretär. Nach dem Zweiten Weltkrieg versuchte er, das Werk wieder aufzubauen und führte die erste Tagung des Werks in Fulda.